# Glasgow International Exhibition Cup
Der Glasgow International Exhibition Cup war ein schottischer Fußball-Pokalwettbewerb der im Jahr 1901 während der Glasgow International Exhibition  ausgespielt wurde. Es war nach dem Turnier während der Ausstellung im Jahr 1888 die zweite Austragung dieser Art. Der Wettbewerb, der vom Schottischen Fußballverband geleitet wurde, begann am 7. August 1901 und endete mit dem Finale am 9. September 1901 im Kelvingrove Park in Glasgow. Am Wettbewerb nahmen acht Vereine aus der ersten schottischen Liga der Saison 1901/02 teil. Der Wettbewerb fand im K.-o.-Modus statt und bestand aus der 1. Runde, dem Halbfinale und dem Finale. Im Endspiel standen sich die Glasgow Rangers und Celtic Glasgow im Old Firm gegenüber. Die Rangers gewannen das Endspiel mit 2:1. Die Siegertrophäe stellten die Rangers ein Jahr später als Turnierpreis für den zu Gunsten der Hinterbliebenen der Ibrox-Katastrophe ausgetragenen British League Cup zur Verfügung. 

## 1. Runde
Ausgetragen wurden die Begegnungen zwischen dem 7. und 27. August 1901.
|                     | Ergebnis |                     |
| ------------------- | -------- | ------------------- |
| Third Lanark        | 3:1      | Greenock Morton     |
| Glasgow Rangers     | 8:1      | FC St. Mirren       |
| Celtic Glasgow      | 1:0      | Hibernian Edinburgh |
| Heart of Midlothian | 2:1      | FC Queen’s Park     |

## Halbfinale
Ausgetragen wurden die Begegnungen im September 1901. 
|                 | Ergebnis |                     |
| --------------- | -------- | ------------------- |
| Glasgow Rangers | 4:1      | Third Lanark        |
| Celtic Glasgow  | 2:1      | Heart of Midlothian |

## Finale
| Glasgow Rangers                                 | Glasgow Rangers | Celtic Glasgow | Celtic Glasgow |
| ----------------------------------------------- | --- | --- | -------------- |
| Glasgow Rangers                                 | \| Finale \| \| 9. September 1901 in Glasgow (Kelvingrove Park) \| \| Ergebnis: 2:1 \| \| Spielbericht \|                                                                             | \| Finale \| \| 9. September 1901 in Glasgow (Kelvingrove Park) \| \| Ergebnis: 2:1 \| \| Spielbericht \|                                                                                               | Celtic Glasgow |
| Glasgow Rangers                                 | Matthew Dickie – Nicol Smith, Jock Drummond, James Stark, Robert Neil, Neilly Gibson, Davy McDougall, Wilkie, Robert Hamilton, Finlay Speedie, Alex Smith Cheftrainer: William Wilton | Rab Macfarlane – Robert Davidson, Bernard Battles sen., James Moir, Harry Marshall, Tommy Hynds, John Hodge, George Livingstone, Jimmy Drummond, Robert Campbell, Jimmy Quinn Cheftrainer: Willie Maley | Celtic Glasgow |
| Glasgow Rangers                                 | Robert Hamilton Robert Neil | Robert Campbell | Celtic Glasgow |
| Finale                                          | | |                |
| 9. September 1901 in Glasgow (Kelvingrove Park) | | |                |
| Ergebnis: 2:1                                   | | |                |
| Spielbericht                                    | | |                |